# Laguna Sausacocha
La Laguna Sausacocha (quechua: Sawsaqucha) es un lago ubicado a 10 kilómetros (6,2 millas) al noreste de Huamachuco, Provincia de Sánchez Carrión en la Región La Libertad, Perú. El significado literal de Sausacocha es "laguna que nunca se seca". La laguna está rodedada por laderas de pastoreo y cerca existen las ruinas incas de Marcahuamachuco  y Wiracochapampa.

## Geografía
El lago se encuentra a una altitud de 3200 m.s.n.m. y cubre el área aproximada de 4 kilómetros cuadrados (1.5 millas cuadradas) rodeada de colinas bajas. Su profundidad varia entre 1.50 metros en la orilla a 12 - 15 metros en el centro y esto permite la navegación de embarcaciones fluviales pequeñas con fines comerciales y de recreación. La carretera de Cajabamba hacia Huamachuco pasa a través de la atractiva Laguna Sausacocha, que tiene por los alrededores hospedajes y restaurantes donde se preparan platillos a base de trucha.

## Fauna
El lago es el hábitat donde se crían peces de agua dulce como truchas y carpas.

## Turismo
Los habitantes de la zona generan ingresos a través de la recreación realizando paseos en barcos de remo en el lago y a través de la gastronomía. La cerámica ornamental también es fabricada en esta región peruana para generar turismo e incluye impresos con el nombre de Sausacocha.